# Philippinische Badmintonmeisterschaft 2011
Die Philippinische Badmintonmeisterschaft 2011 fand vom 18. bis zum 27. November 2011 in Mandaluyong statt. 

## Sieger und Platzierte
| Disziplin    | Gold                                              | Silber                               | Bronze                               |
| ------------ | ------------------------------------------------- | ------------------------------------ | ------------------------------------ |
| Herreneinzel | Antonino Benjamin Gadi                            | Ralph Ian Mendez                     | Paolo Dawal                          |
| Herreneinzel | Antonino Benjamin Gadi                            | Ralph Ian Mendez                     | Sonny Boy Montilla                   |
| Dameneinzel  | Bianca Ysabel Carlos                              | Gelita Castilo                       | Rochelle Andres                      |
| Dameneinzel  | Bianca Ysabel Carlos                              | Gelita Castilo                       | Nikki Servando                       |
| Herrendoppel | Wilfredo Amoroso Mark Alvin Natividad             | Randolph Balatbat Ian Bautista       | Jaime Junio jr. Alfredo Mailon jr.   |
| Herrendoppel | Wilfredo Amoroso Mark Alvin Natividad             | Randolph Balatbat Ian Bautista       | Melvin Llanes Rocky Magnaye          |
| Damendoppel  | Reyne Thraitscka des Calimlim Rochelle Anne Reyes | Gelita Castilo Dia Nicole Magno      | Abigail Marie Garcia Pauline Tan     |
| Damendoppel  | Reyne Thraitscka des Calimlim Rochelle Anne Reyes | Gelita Castilo Dia Nicole Magno      | Rochelle Andres May Pamorada         |
| Mixed        | Antonino Benjamin Gadi Gelita Castilo             | Ralph Ian Mendez Aires Amor Montilla | Alfredo Mailon jr. Isabelle Villaran |
| Mixed        | Antonino Benjamin Gadi Gelita Castilo             | Ralph Ian Mendez Aires Amor Montilla | Wilfredo Amoroso Rochelle Anne Reyes |